# Paul Ricard
Paul Louis Marius Ricard (pronunciación en francés: /pɔl lwi maʁjys ʁikaʁ/; Marsella; 9 de julio de 1909-Signes; 7 de noviembre de 1997) fue un industrial francés y creador de una marca homónima pastis que se fusionó en 1975 con su competidor Pernod para crear Pernod Ricard. Ricard también fue ecologista y promotor de dos islas del Mediterráneo, así como constructor del circuito Paul Ricard en Le Castellet.

## Primeros años
Ricard nació en Sainte-Marthe, parte del distrito 14 de la ciudad de Marsella, en una familia de comerciantes de vino. Ricard se casó con Marie-Therese Thiers en 1937, con quien tuvo dos hijos y tres hijas.

## Pastis
Después de estudiar en el Lycée Thiers en Marsella, Ricard se desanimó de su temprana pasión por la pintura por parte de su padre, quien lo hizo unirse al negocio familiar del vino.
De joven, Ricard fue introducido a la bebida alcohólica pastis por un viejo pastor. Pastis, un licor y aperitivo con sabor a anís, había sido prohibido con otros licores a base de anís durante la Primera Guerra Mundial, acusado de socavar el esfuerzo bélico francés. En un alambique de su dormitorio, Ricard experimentó con la creación de una versión más refinada, utilizando, entre otras cosas, anís estrellado, semillas de hinojo, regaliz y hierbas provenzales. La receta precisa del pastis de Ricard nunca se ha revelado y sigue siendo un secreto.
Ricard estaba preparado para el levantamiento de la prohibición de formas más suaves de bebidas espirituosas anisadas en 1932 y rápidamente superó a empresas establecidas como Pernod. La absenta, otra bebida anisada, permaneció prohibida. Ricard vendió su pastis como el «auténtico pastis de Marsella». La empresa homónima de Ricard fue creada en 1939. El año anterior Ricard había vendido más de 2,4 millones de litros de sus pastis.
El pastis fue nuevamente prohibido en la Segunda Guerra Mundial, prohibido como «contrario a los valores» de la Francia de Vichy, el régimen colaboracionista. Durante la guerra, Ricard se retiró a la región de Camarga, donde experimentó con el cultivo del arroz. Usando sus habilidades de destilería, creó un sustituto alcohólico de la gasolina para la Resistencia francesa usando ciruelas y cerezas.
Ricard reanudó el negocio después del final de la guerra. En 1952, Charles Pasqua fue contratado como vendedor ambulante y luego ascendió a director de marketing de Ricard. Pasqua más tarde se convirtió dos veces en Ministro del Interior bajo los primeros ministros Jacques Chirac y Édouard Balladur.
Una parte de las ganancias de cada año se convertía en acciones y se distribuía a los trabajadores. En 1962, Ricard comenzó a cotizar en la bolsa de valores francesa, la Bourse. La salida a bolsa enriqueció a muchos empleados mayores de la empresa.
Protestando la interferencia del gobierno francés en su negocio, Ricard renunció a la gestión diaria de su empresa en 1968. Tras su dimisión, el negocio prosperó bajo la dirección de su hijo, Patrick. La empresa se fusionó con su gran rival, Pernod, en 1975, pasando a ser conocida como Pernod Ricard. En la década de 1990, Ricard era la bebida alcohólica francesa más vendida; se vendió en 140 países. En el momento de la muerte de Ricard, Pernod Ricard era la tercera mayor empresa mundial de bebidas espirituosas.

### Marca
Ricard, un artista formado, desplegó sus habilidades artísticas en el diseño azul y amarillo de la marca Ricard, inspirado en el cielo y el sol de su Marsella natal.
La publicidad de bebidas a base de anís se declaró ilegal en 1951; una excepción a la prohibición de publicidad fue el material enviado a distribuidores, exhibiciones en establecimientos de bebidas y diseños en camionetas de reparto. En su autobiografía Ricard escribió que la prohibición resultó ser una «ventaja secreta que nos obligaba a ejercitar nuestra imaginación...».
Ricard diseñó una jarra para contener hielo y agua para mezclar con pastis en 1935; ayudó a promover la marca entre los consumidores franceses. Ricard produjo muchos más artículos efímeros para beber con la marca Ricard, incluidos decantadores, vasos, ceniceros, relojes y naipes. El Museo Ricard de Objetos Publicitarios fue fundado posteriormente por Ricard en la Isla de Bendor.

## Deporte
Ricard reconoció el uso efectivo del patrocinio deportivo como herramienta de marketing para su marca de pastis. Ricard fue el primer patrocinador comercial del Tour de Francia en 1948. Las camionetas del tour exhibieron los colores de Ricard y la compañía ofreció conciertos de música gratuitos a lo largo de la ruta. En 1970 Ricard construyó el circuito Paul Ricard, una pista de carreras cerca del pueblo de Le Castellet en el departamento de Var en el sur de Francia. El circuito acogió 14 ediciones del Gran Premio de Francia de Fórmula 1 entre 1971 y 1990, así como la Bol d'Or y el Gran Premio de Francia de Motociclismo. Después de diez años de ausencia del calendario, el Gran Premio de Francia volvió al trazado en 2018. Junto al circuito también se construyó el aeropuerto de Le Castellet.

## Vida posterior
En 1950 Ricard fue el productor de una de las primeras películas francesas en color, La maison du printemps. Publicó una autobiografía, La Passion de Créer en 1983.
Ricard compró dos islas en la región de Provenza-Alpes-Costa Azul de Var en la década de 1950. La isla deshabitada de Bendor cerca de Bandol fue comprada por Ricard en 1950, y la Isla de Embiez cerca de Six-Fours-les-Plages fue comprada en 1958.
En Bendor Ricard estableció la Exposición Universal de Vinos y Espirituosos en 1966, que tenía como objetivo crear una «enciclopedia completa y permanente de vinos y espirituosos». Ricard también creó el Museo de Objetos Publicitarios Ricard en la isla.
Consternado por el «barro rojo» vertido en el mar Mediterráneo, Ricard hizo campaña contra la contaminación industrial y en 1966 fundó el Observatoire de la Mer, que más tarde se convirtió en el Instituto Oceanográfico Paul Ricard. El instituto tiene su sede en Embiez, lleva a cabo investigaciones y sensibiliza al público sobre cuestiones marinas. Un acuario está abierto a los visitantes en el instituto.
Ya jubilado, Ricard pintó y fue alcalde de Signes de 1980 a 1988, un pequeño pueblo cercano al circuito de carreras que lleva su nombre. Ricard murió en Signes en 1997 a la edad de 88 años. Fue enterrado en Embiez; su tumba está frente al mar Mediterráneo.